# Tchaj-jüan
Tchaj-jüan (čínsky pchin-jinem Tàiyuán, znaky 太原) je městská prefektura a hlavní město čínské provincie Šan-si. Je jedním z významných čínských měst, žije v něm přes 5 miliónů lidí. Město se rozkládá na březích řeky Fen. Je průmyslovým střediskem provincie, mnoho staletí má značný ekonomický i vojenský význam a bohatou historii. Jméno města znamená doslovně „Velká planina“ a vztahuje se ke geografii oblasti, v níž řeka Fen opouští hory a rozlévá se do roviny.

## Historie
V 6. století ve státech Východní Wej a Severní Čchi vyrostlo ve velké město a přední středisko buddhismu. Významné postavení si Tchaj-jüan udržel i za dynastie Tchang, jejíž zakladatel Li Jüan z něho pocházel. V sungské a jüanské říši byl regionálním administrativním centrem, za Mingů a Čchingů se stal metropolí provincie Šan-si.
V 19. století zdejší banky dominovaly celé Číně, ale rozvoj moderního bankovního systému pod evropským vlivem přinesl úpadek města. Začátkem 20. století význam Tchaj-üanu opět vzrostl po vybudování železničního spojení s tratí Peking–Wuchan. V období Čínské republiky (v letech 1911–1947) byl přejmenován na Jang-čchü. Stal se sídlem Jen Si-šana, fakticky nezávisle vládnoucího v Šan-si od roku 1913. Po vypuknutí čínsko-japonské války byl dobyt Japonci a do roku 1945 okupován. Navrátivšího se Jen Si-šana vyhnali začátkem roku 1949 komunisté a město se stalo provinčním centrem Čínské lidové republiky.
Po roce 1949 se Tchaj-üan stal průmyslovým městem koncentrujícím se na těžký průmysl, s velkými železárnami, chemičkami a produkcí stavebních hmot. Významné jsou i jeho univerzity.

## Doprava
Z Tchaj-jüanu vede vysokorychlostní trať Š’-ťia-čuang - Tchaj-jüan do Š’-ťia-čuangu, hlavního města provincie Che-pej, která překonává pohoří Tchaj-chang Tchajchangským tunelem, nejdelším železničním tunelem na území Čínské lidové republiky.
Hlavním letištěm pro Tchaj-jüan je mezinárodní letiště Tchaj-jüan Wu-sü ležící přibližně patnáct kilometrů jihovýchodně od Tchaj-jüanu směrem na Ťin-čung.

## Administrativní členění
Městská prefektura Tchaj-jüan se člení na deset celků okresní úrovně, a sice šest městských obvodů, jeden městský okres a tři okresy.
| Siao-tien Jing-ce Sing-chua-ling Ťien-cchao-pching Wan-paj-lin Ťin-jüan městský okres · Ku-ťiao okres · Čching-sü okres · Jang-čchü okres · Lou-fan |          |                       |                    |                                  |
| Název | Název    | Počet obyvatel (2020) | Rozloha km² (2020) | Hustota zalidnění (obyv. na km²) |
| český přepis | znaky    | Počet obyvatel (2020) | Rozloha km² (2020) | Hustota zalidnění (obyv. na km²) |
| Městské obvody |          |                       |                    |                                  |
| Siao-tien | 小店区   | 1 357 242             | 290                | 4 680                            |
| Jing-ce | 迎泽区   | 594 238               | 105                | 5 668                            |
| Sing-chua-ling | 杏花岭区 | 779 479               | 147                | 5 321                            |
| Ťien-cchao-pching | 尖草坪区 | 530 499               | 296                | 1 790                            |
| Wan-paj-lin | 万柏林区 | 951 238               | 286                | 3 326                            |
| Ťin-jüan | 晋源区   | 316 445               | 292                | 1 084                            |
| Městský okres |          |                       |                    |                                  |
| Ku-ťiao | 古交市   | 210 757               | 1 511              | 139                              |
| Okresy |          |                       |                    |                                  |
| Čching-sü | 清徐县   | 344 472               | 606                | 569                              |
| Jang-čchü | 阳曲县   | 128 483               | 2 083              | 62                               |
| Lou-fan | 娄烦县   | 91 208                | 1 289              | 71                               |
| |          |                       |                    |                                  |
| Celkem | Celkem   | 5 304 061             | 6 905              | 768                              |

## Partnerská města
- Douala, Kamerun
- Himedži, Japonsko
- Chemnitz, Německo
- Launceston, Austrálie
- Nashville, USA
- Newcastle upon Tyne, Spojené království
- Saratov, Rusko